# Guam Challenger
Il Guam Challenger è stato un torneo professionistico di tennis giocato su campi in cemento. Faceva parte dell'ATP Challenger Series. Si giocava annualmente a Guam negli Stati Uniti.

## Albo d'oro

### Singolare
| Anno | Campione            | Finalista    | Punteggio |
| ---- | ------------------- | ------------ | --------- |
| 1991 | Richard Matuszewski | Jamie Morgan | 6–4, rit. |
| 1990 | Jamie Morgan        | Chuck Adams  | 6–2, 7–6  |

### Doppio
| Anno | Campioni                     | Finalisti                 | Punteggio     |
| ---- | ---------------------------- | ------------------------- | ------------- |
| 1991 | Steve DeVries Ted Scherman   | Matt Anger Andrew Castle  | 6–1, 3–6, 7–6 |
| 1990 | Jonathan Canter Kenny Thorne | David Adams Doug Eisenman | 6–1, 6–2      |